# Ausbildungskernreaktor Dresden
Der Ausbildungskernreaktor Dresden (AKR-2) ist ein Unterrichts- und Forschungsreaktor, der seit 2005 an der Technischen Universität Dresden betrieben wird. Der Reaktor mit einer Leistung von zwei Watt dient überwiegend zu Ausbildungs- und Lehrzwecken, er wird aber auch in Forschungsprojekten eingesetzt. Die Reaktoranlage ist die bislang letzte kerntechnische Anlage in Deutschland, die eine Betriebsgenehmigung erhielt.

## Geschichte
Im Jahr 1975 wurde mit der Konzeption des Vorläufermodells AKR-1 an der Technischen Universität Dresden begonnen. Es handelte sich um einen homogenen thermischen Nullleistungsreaktor mit einer Maximalleistung von zwei Watt. Der Reaktor wurde in Anlehnung an das technische Konzept des Siemens-Unterrichtsreaktors SUR-100 entwickelt und gebaut. Er konnte im Juli 1978 in Betrieb genommen und in Forschung und Lehre eingesetzt werden.
Durch die Übergangsregelung für kerntechnische Anlagen der ehemaligen DDR im Einigungsvertrag hätte der Ausbildungsreaktor zum 30. Juni 2005 seine Betriebserlaubnis verloren. Vom Sächsischen Staatsministerium für Wissenschaft und Kunst wurde daher eine Experten-Arbeitsgruppe eingerichtet, die den Weiterbetrieb der Reaktoranlage prüfen sollte. Am 8. Januar 1998 gab der damalige Staatsminister Hans Joachim Meyer auf Grundlage des Berichts der Arbeitsgruppe grünes Licht für einen zeitlich unbegrenzten Weiterbetrieb des Ausbildungsreaktors. Die TU Dresden reichte daraufhin am 15. September 1998 einen Genehmigungsantrag für einen neuen Ausbildungskernreaktor AKR-2 beim Sächsischen Staatsministerium für Umwelt und Landwirtschaft ein. Nach mehrjähriger Prüfung wurde die Betriebsgenehmigung für die neue Anlage schließlich am 22. März 2004 erteilt.
Der alte Kernreaktor AKR-1 wurde daraufhin abgeschaltet, abgebaut und von allen radioaktiven Stoffen befreit. Die Errichtung des neuen Kernreaktors AKR-2 geschah von April bis Dezember 2004. Der Start und die erste Kritikalität des neuen Reaktors fanden am 22. März 2005 statt. Der Lehrbetrieb konnte zum Sommersemester 2005 aufgenommen werden. Die Kosten für den Umbau beliefen sich auf 3 Millionen Euro.
Leiter des AKR-2 ist Carsten Lange.

## Aufbau
Der Ausbildungskernreaktor AKR-2 ist ein thermischer, homogener, feststoffmoderierter Nullleistungsreaktor. Das bedeutet, dass die Kernspaltung vorwiegend durch thermische Neutronen geschieht, dass der Kernbrennstoff und der Moderator homogen in den Brennelementen verteilt sind. Als Moderator wird, wie beim SUR-100, festes Polyethylen (und nicht zum Beispiel Wasser) verwendet. Durch die geringe Leistung von zwei Watt findet praktisch kein Brennstoffverbrauch und keine radioaktive Abfallerzeugung oder Aktivierung der Konstruktionsmaterialien statt.
Der Reaktor hat eine zylindrische Form mit einer Höhe von 3,5 Metern, einem Durchmesser von 2,5 Metern und einer Gesamtmasse von 30 Tonnen. Die ebenfalls zylindrische Spaltzone im Reaktorkern ist aus plattenförmigen Brennelementen aufgebaut und aus Sicherheitsgründen in zwei trennbare, hermetisch abgeschlossene Sektionen unterteilt. Die Brennelemente haben einen Durchmesser von 250 mm und eine Plattendicke zwischen 2 mm und 23 mm. Die biologische Abschirmung besteht in axialer Richtung aus einer 48 cm dicken Schicht aus Barytbeton und in radialer Richtung aus einer 12 cm dicken Paraffin-Schicht gefolgt von 63 cm Barytbeton. Der Reaktordeckel ist abnehmbar.
Als Kernbrennstoff wird zu 19,8 Prozent angereichertes Uran verwendet. Die kritische Masse liegt hierbei bei etwa 790 Gramm. Die nukleare Kettenreaktion kann durch drei Absorberstäbe aus Cadmium, die vertikal im Reaktor bewegt werden können, gesteuert werden. Die Überwachung des Reaktorzustandes erfolgt durch drei Neutronenmesskanäle. Zur Bündelung der Neutronen werden Graphit-Reflektoren verwendet. Für Probemessungen gibt es vier horizontale und zwei vertikale Experimentierkanäle. Der ungestörte Neutronenfluss liegt bei 5·107 cm−2·s−1. 
Der Reaktor ist so ausgelegt, dass ein prompt-überkritischer Zustand durch Fehlbedienung unter keinen Umständen herbeigeführt werden kann. Eine Reaktorschnellabschaltung wird beim Ansprechen entsprechender Kriterien automatisch eingeleitet, sie kann aber auch vom Steuerpult manuell ausgelöst werden. Hierbei werden die Steuerstäbe eingefahren und gleichzeitig die beiden Kernhälften getrennt. Beide Abschaltvorgänge werden ausschließlich durch die Schwerkraft angetrieben und benötigen keine externe Energiezufuhr.

## Lehrangebot
Am Ausbildungskernreaktor werden Praktika zu den Themenbereichen 
- Reaktorbetrieb: Reaktorstart, Steuerstabkalibrierung, kritisches Experiment, Neutronenflussmessung usw. und
- Strahlenschutz: Aufbau von Zählrohren, Bestimmung von Halbwertszeiten, Gammaspektroskopie, Abschirmung usw.

angeboten. Der Reaktor kann nach Voranmeldung zu bestimmten Terminen besichtigt werden.